# Moneni Pirates FC
Der Moneni Pirates Football Club ist ein Fußballverein aus Manzini, Eswatini. Aktuell, Stand Juli 2024, spielt der Verein in der ersten Liga, der Premier League.

## Geschichte
Der Verein wurde am 16. September 1967 gegründet und spielte jahrelang in der Swazi Premier League. In der Saison 2014/15 stieg er in die Swazi Second Division ab; 2016/17 spielt er wieder in der Premier League. 1989 gelang ihm der größte Erfolg, als man den Swazi Cup gewinnen konnte. Erst 2015 überraschte er mit seinem zweiten Pokalerfolg, nachdem er in der Liga schwach gespielt hatte und absteigen musste. Er qualifizierte sich durch die Erfolg mehrmals für die afrikanischen Wettbewerbe, scheiterte aber meist in der ersten Spielrunde.

## Stadion
Der Verein trägt seine Heimspiele im Trade Fair Ground in Manzini aus. Das Stadion hat ein Fassungsvermögen von 5000 Personen.

## Erfolge
- Swazi Cup: 1987, 1988, 2015

## Statistik in den CAF-Wettbewerben
| Wettbewerb                    | Runde         | Gegner                         | Hinspiel | Rückspiel |  |
| ----------------------------- | ------------- | ------------------------------ | -------- | --------- |  |
|                               |               |                                |          |           |  |
| African Cup Winners’ Cup 1989 | Qualifikation | Royal Lesotho Defence Force FC | 2:0 (H)  | 0:1 (A)   |  |
|                               | 1. Runde      | Power Dynamos FC               | 1:1 (H)  | 0:5 (A)   |  |
| African Cup Winners’ Cup 1990 | Qualifikation | Vital’O FC                     | 0:0 (H)  | 1:6 (A)   |  |
| CAF Cup 1992                  | 1. Runde      | Villa SC                       | 1:3 (A)  | 1:2 (H)   |  |
| CAF Cup 1994                  | 1. Runde      | CAPS United                    | *        | *         |  |
|                               | 2. Runde      | AFC Leopards                   | 0:2 (A)  | 0:1 (H)   |  |

- 1994: Der CAPS United zog seine Mannschaft nach der Auslosung aus dem Wettbewerb zurück.